# كفر الدوار
كَفْر الدَّوَّار، مدينة مصرية صناعية في محافظة البحيرة، تبعد 30 كيلومتراً شرق مدينة الإسكندرية. تخترقها ترعة المحمودية التي توصل مياه النيل إلى الإسكندرية، وتطل على طريق القاهرة - الإسكندرية الزراعي.

## تاريخها

### نشأتها
أصلها من توابع ناحية البسلقون، ثم فُصلت عنها في تاريعِ سنة 1251 هـ/1835م، وهي واردة في جدول وزارة الداخلية باسم كفر الدوار البلد.
ولاتساع دائرة مركز أبوحمص، أصدر مجلس النُّظّار قرارًا سنة 1893م بإنشاء مركز سابع جديد ضمن الأقسام الإدارية بمديرية البحيرة، يسمى مركز كفر الدوار، وتُفصَل بلاده من مركز أبوحمص، ويكون مقره بجوار محطة كفر الدوار؛ لتوسُّطها بين بلاده.
وفي سنة 1923م  تكونت ناحية كفر الدوار المحطة من الوجهة الإدارية — وسُمّيت بذلك تمييزًا لها من كفر الدوار الأصلية، وقد كُوِّنت من عدة عزب واقعة حول محطة كفر الدوار، بزِمام نواحي كفر الدوار وبردلة والعكريشة، وتابعة لهذه النواحي من الوجهتين العقارية والمالية. ووردت في إحصاء سنة 1927م باسم بندر كفر الدوار؛ لوجود ديوان المركز بها.[بحاجة لرقم الصفحة]

### مكانتها
تُعد كفر الدوار من المدن الصناعية الهامة في منطقة دلتا مصر، وتعتبر من المناطق ذات التعداد السكاني الكبير، حيث يبلغ عدد سكانها نحو مليون نسمة. يعمل جزء كبير من السكان في صناعة الغزل والنسيج، والتي تعتبر النشاط الاقتصادي الأكبر في المدينة. شركة مصر للغزل والنسيج بكفر الدوار هي أكبر الشركات في المدينة، وتأتي في المرتبة الثانية على مستوى مصر بعد شركة مصر للغزل والنسيج بمدينة المحلة الكبرى. هناك أربع شركات كبري أخرى في المدينة وهي شركة للكيماويات، وشركة للصباغة والطلاء، وشركة لألياف الحرير، وشركة لتعليب وتغليف الفواكه.
تزيد الكثافة السكانية في المناطق الحضرية وتقل كثيرًا في المناطق الريفية، تاريخياً دارت بها معركة كفر الدوار بين الإنجليز والجيش المصري عام 1882م، كما أنها كانت معقلاً للحركات العمالية والشيوعية في مصر في منتصف القرن العشرين[بحاجة لمصدر].

## السكان
بلغ عدد سكان مدينة كفر الدوار 1,001,587 نسمة حسب الإحصاء الرسمي عام 2017، وينقسم السكان بالمدينة إلى 518,790 نسمة ذكور و 482,797 إناث وبذلك تصبح كفر الدوار من المدن المليونية وهي أكبر مدن محافظة البحيرة من حيث عدد السكان.

## المناخ
| البيانات المناخية لـكفر الدوار                  | البيانات المناخية لـكفر الدوار | البيانات المناخية لـكفر الدوار | البيانات المناخية لـكفر الدوار | البيانات المناخية لـكفر الدوار | البيانات المناخية لـكفر الدوار | البيانات المناخية لـكفر الدوار | البيانات المناخية لـكفر الدوار | البيانات المناخية لـكفر الدوار | البيانات المناخية لـكفر الدوار | البيانات المناخية لـكفر الدوار | البيانات المناخية لـكفر الدوار | البيانات المناخية لـكفر الدوار | البيانات المناخية لـكفر الدوار |
| الشهر                                           | يناير                          | فبراير                         | مارس                           | أبريل                          | مايو                           | يونيو                          | يوليو                          | أغسطس                          | سبتمبر                         | أكتوبر                         | نوفمبر                         | ديسمبر                         | المعدل السنوي                  |
| ----------------------------------------------- | ------------------------------ | ------------------------------ | ------------------------------ | ------------------------------ | ------------------------------ | ------------------------------ | ------------------------------ | ------------------------------ | ------------------------------ | ------------------------------ | ------------------------------ | ------------------------------ | ------------------------------ |
| الدرجة القصوى °م (°ف)                           | 29 (84)                        | 33 (91)                        | 40 (104)                       | 41 (106)                       | 45 (113)                       | 44 (111)                       | 43 (109)                       | 39 (102)                       | 41 (106)                       | 38 (100)                       | 36 (97)                        | 29 (84)                        | 45 (113)                       |
| متوسط درجة الحرارة الكبرى °م (°ف)               | 17.7 (63.9)                    | 18.3 (64.9)                    | 20.8 (69.4)                    | 24.2 (75.6)                    | 27.5 (81.5)                    | 30.1 (86.2)                    | 30.4 (86.7)                    | 31.2 (88.2)                    | 29.8 (85.6)                    | 28.3 (82.9)                    | 24.4 (75.9)                    | 19.8 (67.6)                    | 25.2 (77.4)                    |
| المتوسط اليومي °م (°ف)                          | 13.2 (55.8)                    | 13.7 (56.7)                    | 15.7 (60.3)                    | 18.6 (65.5)                    | 21.9 (71.4)                    | 25.1 (77.2)                    | 25.9 (78.6)                    | 26.5 (79.7)                    | 25.1 (77.2)                    | 23.1 (73.6)                    | 19.5 (67.1)                    | 15.1 (59.2)                    | 20.3 (68.5)                    |
| متوسط درجة الحرارة الصغرى °م (°ف)               | 8.7 (47.7)                     | 9.2 (48.6)                     | 10.7 (51.3)                    | 13 (55)                        | 16.4 (61.5)                    | 20.1 (68.2)                    | 21.5 (70.7)                    | 21.8 (71.2)                    | 20.5 (68.9)                    | 18 (64)                        | 14.7 (58.5)                    | 10.5 (50.9)                    | 15.4 (59.7)                    |
| أدنى درجة حرارة °م (°ف)                         | 0 (32)                         | 0 (32)                         | 2 (36)                         | 4 (39)                         | 7 (45)                         | 12 (54)                        | 17 (63)                        | 18 (64)                        | 14 (57)                        | 11 (52)                        | 1 (34)                         | 1 (34)                         | 0 (32)                         |
| الهطول مم (إنش)                                 | 43 (1.7)                       | 29 (1.1)                       | 9 (0.4)                        | 3 (0.1)                        | 2 (0.1)                        | 0 (0)                          | 0 (0)                          | 0 (0)                          | 0 (0)                          | 6 (0.2)                        | 21 (0.8)                       | 41 (1.6)                       | 154 (6)                        |
| المصدر #1: Climate-Data.org                     |                                |                                |                                |                                |                                |                                |                                |                                |                                |                                |                                |                                |                                |
| المصدر #2: Voodoo Skies for record temperatures |                                |                                |                                |                                |                                |                                |                                |                                |                                |                                |                                |                                |                                |

## أعلام
- أحمد حسن مكي
- حسن شحاتة
- محمود أبو حليمة
- مروان عطية
- محمد البلتاجي
- محيي إسماعيل
- عبد الجليل القرنشاوي
- طارق العشري